# 陳文明 (空軍中將)
陳文明（1932年7月21日—1997年8月27日）是原越南共和國空軍將軍，軍銜中將。佛教徒。他出身上世紀50年代初在越南南方由越南國政府開設的預備軍官學校第一期。他在畢業後爲炮兵部隊服務了一段時間，然後被選中調至空軍軍種。他在35歲時被封爲將軍，在1963年至1975年，被視爲是軍隊中有能力的年輕將軍之一。他是越南共和國空軍擔任時間最長的軍種司令，同時也是最後一位指揮官。

## 生平
陳文明1932年7月21日出生於越南西南部薄寮省的一個富裕的地主家庭。他在薄寮讀小學。上中學時，他被家人送到芹苴的潘清簡中學學習。1948年陳文明畢業，隨後赴西貢就讀高等公政學院，並於1951年8月畢業。

### 越南國軍
1951年9月，陳文明自願入伍加入越南國軍，編號：52/600.084。隨後他參加了1951年10月1日開學的預備軍官學校第一期“黎文悅”班。1952年6月1日以少尉軍銜畢業。離開學校後，他先是在炮兵部隊服役。同年12月，他被選入空軍軍種，在芽庄空軍訓練中心第二期偵察員課程學習。1953年年中，他留校擔任觀察員第三期課程（1953－1954年）的的教練。1954年初，他被提升為中尉，並被派往法國南部阿沃德空軍基地的普羅旺斯地區薩隆空軍軍校學習調度員課程。

### 越南共和國軍
1955年10月底越南共和國成立後，越南國軍改組爲越南共和國軍，陳文明也轉入越南共和國軍服役。他於1956年2月被提升爲上尉，並被任命爲新成立的空戰控制中心（Trung tâm Kiểm soát Không chiến）的監督。1958年年中，陳文明被派往美國T-37鳴鳥式教練機領航班學習。1959年6月，他回國后晉升爲少校。1960年初，他再次被派往美國阿拉巴馬州蒙哥馬利的麥克斯韋空軍基地學習高級指揮參謀課程。年中回國後，陳文明被調至第二軍區，並被任命爲芽莊的空軍第一支援基地副指揮。1961年4月，他被調回第三軍區擔任邊和的空軍第二支援基地副指揮。1963年初，調至第一軍區擔任峴港的空軍第四支援基地副指揮兼偵查中隊指揮官。1963年11月1日，吳廷琰總統被政變推翻並被殺害。同年11月4日，陳文明晉升爲中校，擔任空戰控制中心監督。
1964年1月30日，阮慶將軍在軍人革命委員會對將領進行了調整。3月初，陳文明被任命爲波來古的新成立的第62戰術聯隊的聯隊長。同年9月，他調任第四軍區，擔任第74戰術聯隊長。
1965年6月19日的第一個軍隊日，陳文明被提升爲上校，並接替黎忠直上校擔任空軍副司令。

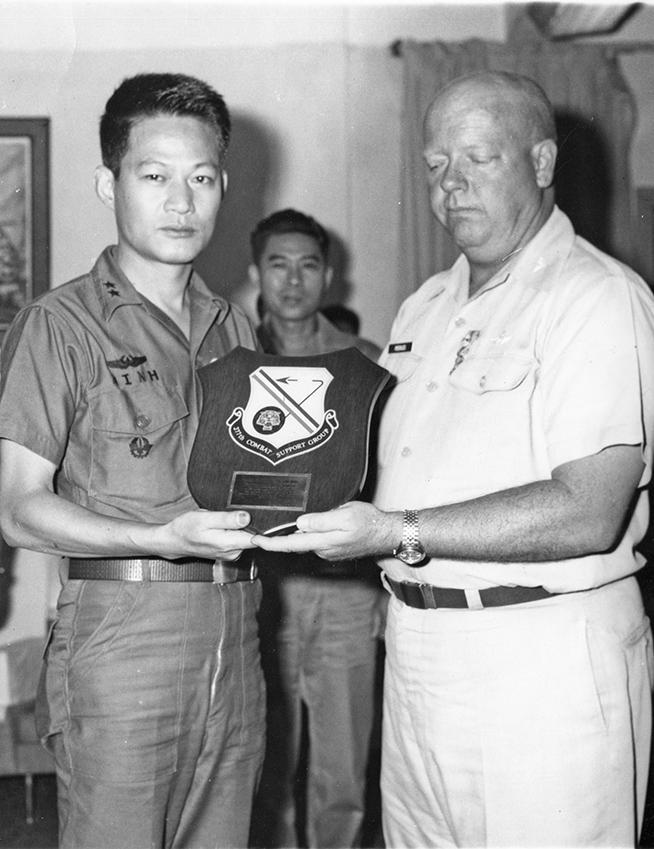
陳文明少將與皮布爾斯上校

1967年10月底，陳文明奉命將空軍副司令職位移交給武春令上校。同年11月1日第二共和國國慶日，陳文明被任命爲空軍軍種司令，接替阮高奇少將。同年12月初，他被提升爲准將。1968年6月19日，晉升爲少將。1970年11月1日國慶日，他晉升為中將。陳文明是越南共和國空軍擔任時間最長的司令，從1967年到1975年。

## 1975年

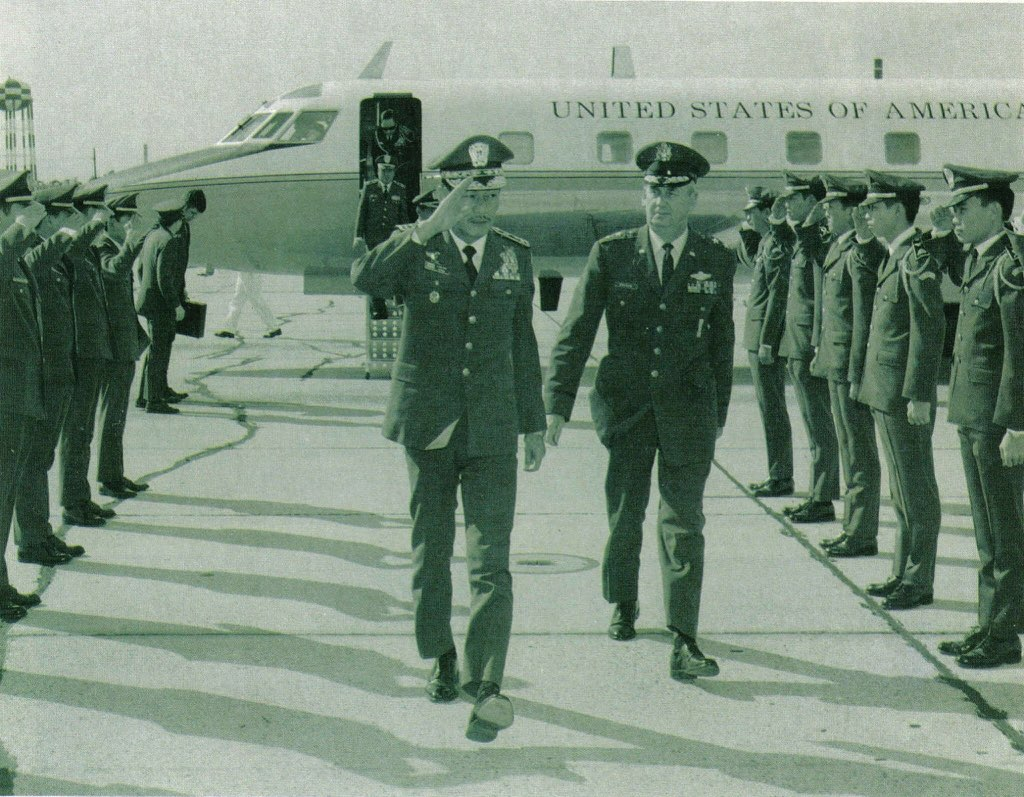
1974年

1975年4月30日，越南人民軍和越共佔領南越首都西貢，越南共和國政權垮臺。在那之前，陳文明和家人從越南撤離，後定居於美國加利福尼亞州洛斯加圖斯。1997年8月27日，陳文明去世，享年65歲。

## 爭議

### 政變指控
阮高奇在自傳《我們是怎麽輸掉越南戰爭的》中寫到當他在與陳文明的交談中提到發動政變推翻阮文紹的想法時，陳文明向他表達了忠誠，並警告他要小心行事，因爲美國人正在監視他。作爲回應，陳文明本人撰文駁斥了這一說法，表示自己雖然在越南共和國的最後幾天內多次與阮高奇交談，但與他沒有進行過任何的談判。阮高奇多次要求陳文明發動政變，而陳文明拒絕了這些提議。

### 撤離越南
根據美國方面記載，1975年4月29日8時，陳文明和30名部下抵達駐西貢武官處，要求撤離，這意味著越南共和國空軍的指揮和控制完全喪失。然而，陳文明自述中，他在4月29日午前接到了駐西貢武官處電話，被告知將舉行美軍與越南共和國空軍軍官會議，在那裏陳文明被解除了武裝並被帶上了撤離越南的直升飛機。

## 家庭
- 父親：陳文樓（Trần Văn Lầu）

### 引用
1. ↑  越南共和國共有5位名字是“明”的將軍，分別是大將楊文明、陸軍中將陳文明、中將阮文明、准將黃基明和空軍中將陳文明。每一位將軍都有各自的外號以作區分
2. 1 2 3  Trần Văn Minh. .   [2022-04-27]. （原始内容存档于2020-10-22） （越南语）.
3. ↑  Ngọc Thống Trần; Đắc Huân Hồ; Đình Thụy Lê. Ngọc Thống Trần , 编. . Hương Quê. 2011. ISBN 9780985218201 （越南语）.
4. ↑  1965年，第62戰術聯隊調至芽庄空軍基地，後於1970年與第92戰術聯隊組成第2航空師。
5. ↑  黎忠直上校調任總參謀部，擔任第5司司長（負責軍事電信和通訊的首要機關）。
6. ↑  阮高奇少將離開軍隊，就任越南共和國副總統。
7. ↑  Nguyễn Cao Kỳ. . Stein and Day. 1979: 211–212. ISBN 0-8128-8039-0.
8. ↑  Tobin, Thomas. . US Government Printing Office. 1978: 85–7. ISBN 978-1-4102-0571-1.

### 書籍
- Ngọc Thống Trần; Đắc Huân Hồ; Đình Thụy Lê. Ngọc Thống Trần , 编.  [越南共和國軍略史]. Hương Quê. 2011. ISBN 9780985218201 （越南语）.

## 外部鏈接
- South Vietnam: General Tran Van Minh At Air Force Day Parade. 1973
- Sự thật Đời Tôi, Trung Tướng Trần Văn Minh, Tư lệnh Không Quân QLVNCH （页面存档备份，存于）
- My truth: LTG Tran Van Minh, Commander of the South Vietnamese Air Force （页面存档备份，存于）

| 前任： 阮高奇 | 越南共和國空軍司令 1965年-1974年 | 繼任： 阮有秦 |